# Nemoura bidentata
Nemoura bidentata är en bäcksländeart som beskrevs av Wang och Du 2008. Nemoura bidentata ingår i släktet Nemoura och familjen kryssbäcksländor. Inga underarter finns listade i Catalogue of Life.